# Clair de femme (film)
Pour le livre dont ce film est l’adaptation, voir Clair de femme.
Pour plus de détails, voir Fiche technique et Distribution.
Clair de femme est un film franco-italo-ouest-allemand réalisé par Costa-Gavras, sorti en 1979. Il est adapté du roman homonyme de Romain Gary.
Il est présenté à la Mostra de Venise 1979.

## Synopsis
Michel erre dans les rues de Paris, se refusant à aller prendre son avion. Avant qu'il s'en aille, sa femme mourante lui a dit qu'elle prendra les traits de la prochaine femme qu'il rencontrera. C'est alors que Michel rencontre Lydia, dont la souffrance ressemble à la sienne.

## Fiche technique
- Titre original : Clair de femme
- Titre international : Womanlight
- Réalisateur : Costa-Gavras
- Assistant-réalisateur : Bernard Paul
- Scénario : Costa-Gavras[1], d'après le roman éponyme de Romain Gary
- Costumes : Édith Vesperini
- Photographie :  Ricardo Aronovich
- Son :  Pierre Gamet
- Montage : Françoise Bonnot
- Musique originale : Jean Musy
- Producteur : Georges-Alain Vuille, Renzo Rossellini
- Sociétés de production : Parva cinematografica, Les Films Gibé, Janus Film Und Fersehen et Les Films Corona
- Distribution : Gaumont (Distribution)
- Pays d'origine :  France |  Italie |  Allemagne de l'Ouest
- Genre : Film dramatique
- Durée : 105 minutes (1 h 45)
- Dates de sortie[2] : 
  - Italie : août 1979 (Mostra de Venise)
  - France : 29 août 1979
- Affiche : René Ferracci (France)

## Distribution
- Yves Montand : Michel
- Romy Schneider : Lydia Towalski
- Roberto Benigni : le barman
- Heinz Bennent : Georges
- Jacques Dynam : le taxi pas aimable
- Lila Kedrova : Sonia Towalski
- Daniel Mesguich : le commissaire Curbec
- Jean Reno : l'agent de la circulation
- Michel Robin : le médecin
- Romolo Valli : Galba
- Catherine Allégret : la prostituée
- François Perrot : Alain
- Gabriel Jabbour : Sacha
- Jean-Claude Bouillaud : le pilote de ligne
- Hans Verner : Klaus, l'ambassadeur
- Ibrahim Seck : le chauffeur de taxi
- Jean-Pierre Rambal : un serveur au cocktail
- Michèle Lituac : la serveuse portugaise
- André Runge : chanteur et guitariste de l’orchestre
- Alexis Selezneff : guitariste de l’orchestre
- Michel Pascalis : guitariste de l’orchestre

## Production
Le film a été tourné entre le 4 décembre 1978 et le 16 février 1979 à Paris et en région parisienne, ainsi que dans les studios de Cinecittà à Rome.

## Accueil
Ce film a enregistré 1 767 803 spectateurs en France lors de sa sortie en salles, occupant la dix-septième place du Box-Office Français sur trente. Cette année-là, dix-neuf films français étaient à l'affiche et la première place du podium occupée par le retour des fameux 'Gendarmes". Dernière année aussi où Louis de Funès en occupait la plus haute marche !

## Distinctions
- Mostra de Venise 1979 : en compétition pour le Lion d'or[5]
- César 1980 : meilleur son, nommé dans les catégories meilleur film, meilleure actrice pour Romy Schneider et meilleur réalisateur pour Costa-Gavras